# Wahlkreis Mittelsachsen 2 (1990–2019)
Der Wahlkreis Mittelsachsen 2 (Wahlkreis 19) war von 1994 bis zur Neuordnung der Wahlkreise im Jahr 2023 ein Landtagswahlkreis in Sachsen.
Er umfasste die Städte Frauenstein, Freiberg und Großschirma sowie die Gemeinden Bobritzsch-Hilbersdorf, Halsbrücke, Lichtenberg/Erzgeb., Oberschöna, Reinsberg und Weißenborn/Erzgeb. und damit einen Teil des Landkreises Mittelsachsen. Bei der letzten Landtagswahl im Jahr 2019 waren 56.765 Einwohner wahlberechtigt.
Zu den Wahlen 1994 bis 2009 trug der Wahlkreis den Namen „Freiberg 2“ und hatte die Wahlkreisnummer 20. Zur Landtagswahl 2014 wurde der Name an die in der Kreisreform 2008 geänderten Landkreise angepasst und eine neue Nummer vergeben.

## Wahlergebnisse

### Landtagswahl 2019
Vorläufiges Ergebnis der Landtagswahl am 1. September 2019 im Wahlkreis 19 – Mittelsachsen 2:
(Ergebnisse in Prozent)
| Direktkandidat      | Partei               | Direktstimmen | Listenstimmen |
| ------------------- | -------------------- | ------------- | ------------- |
| Steve Ittershagen   | CDU                  | 32,1          | 31,2          |
| Jana Pinka          | Die Linke            | 11,9          | 8,7           |
| Alexander Geißler   | SPD                  | 6,2           | 6,8           |
| Rolf Weigand        | AfD                  | 33,7          | 32,2          |
| Markus Scholz       | GRÜNE                | 4,8           | 6,3           |
| –                   | NPD                  | –             | 0,5           |
| Benjamin Karabinski | FDP                  | 3,1           | 3,9           |
| Holger Gustmann     | Freie Wähler         | 8,2           | 5,3           |
| –                   | Tierschutz           | –             | 1,3           |
| –                   | Piraten              | –             | 0,3           |
| –                   | Die PARTEI           | –             | 1,4           |
| –                   | BüSo                 | –             | 0,1           |
| –                   | ADPM                 | –             | 0,2           |
| –                   | Blaue #TeamPetry     | –             | 0,4           |
| –                   | KPD                  | –             | 0,1           |
| –                   | ÖDP                  | –             | 0,4           |
| –                   | Die Humanisten       | –             | 0,2           |
| –                   | PDV                  | –             | 0,1           |
| –                   | Gesundheitsforschung | –             | 0,5           |

| Wahlberechtigte | 56.765 |
| Wahlbeteiligung | 69,3 % |

### Landtagswahl 2014
Amtliches Endergebnis der Landtagswahl am 31. August 2014 im Wahlkreis 19 – Mittelsachsen 2:
(Ergebnisse in Prozent)
| Direktkandidat      | Partei          | Direktstimmen | Listenstimmen |
| ------------------- | --------------- | ------------- | ------------- |
| Steve Ittershagen   | CDU             | 42,2          | 42,6          |
| Jana Pinka          | Die Linke       | 24,9          | 18,3          |
| Sylvio Wyschkon     | SPD             | 10,9          | 11,3          |
| Benjamin Karabinski | FDP             | 5,6           | 3,9           |
| Sebastian Tröbs     | GRÜNE           | 6,4           | 4,8           |
| Heidelore Karsten   | NPD             | 6,5           | 4,6           |
| –                   | Tierschutz      | –             | 1,0           |
| Hendrik Rolke       | Piraten         | 2,0           | 1,1           |
| Matthias Stoll      | BüSo            | 1,6           | 0,3           |
| –                   | DSU             | –             | 0,1           |
| –                   | AfD             | –             | 9,6           |
| –                   | pro Deutschland | –             | 0,2           |
| –                   | Freie Wähler    | –             | 1,4           |
| –                   | Die PARTEI      | –             | 0,8           |

| Wahlberechtigte | 59.180 |
| Wahlbeteiligung | 51,8 % |

### Landtagswahl 2009
Amtliches Endergebnis der Landtagswahl am 30. August 2009 im Wahlkreis 20 – Freiberg 2:
(Ergebnisse in Prozent)
| Direktkandidat      | Partei          | Direktstimmen | Listenstimmen |
| ------------------- | --------------- | ------------- | ------------- |
| Martin Gillo        | CDU             | 43,3          | 45,7          |
| Jana Pinka          | Die Linke       | 22,1          | 18,7          |
| Daniel Rubes        | SPD             | 9,3           | 9,3           |
| Tino Felgner        | NPD             | 5,7           | 5,5           |
| Benjamin Karabinski | FDP             | 12,9          | 9,4           |
| Maria Wollmerstädt  | GRÜNE           | 5,4           | 4,9           |
| –                   | Tierschutz      | –             | 1,9           |
| –                   | PBC             | –             | 0,3           |
| –                   | BüSo            | –             | 0,2           |
| –                   | DSU             | –             | 0,1           |
| –                   | REP             | –             | 0,2           |
| –                   | Freie Sachsen   | –             | 1,7           |
| –                   | FP Deutschlands | –             | 0,1           |
| –                   | Humanwirtschaft | –             | 0,3           |
| –                   | Piraten         | –             | 1,7           |
| –                   | SVP             | –             | 0,2           |
| Erik Schlegel       | Einzelbewerber  | 1,2           | –             |

| Wahlberechtigte | 61.994 |
| Wahlbeteiligung | 55,5 % |

### Landtagswahl 2004
Amtliches Endergebnis der Landtagswahl am 19. September 2004 im Wahlkreis 20 – Freiberg 2:
(Ergebnisse in Prozent)
| Direktkandidat      | Partei     | Direktstimmen | Listenstimmen |
| ------------------- | ---------- | ------------- | ------------- |
| Martin Gillo        | CDU        | 42,7          | 43,5          |
| Christian Walter    | PDS        | 21,1          | 22,5          |
| Simone Raatz        | SPD        | 14,1          | 9,3           |
| Elke Koch           | GRÜNE      | 4,1           | 4,1           |
| Horst Gottschalk    | NPD        | 9,3           | 9,8           |
| Benjamin Karabinski | FDP        | 6,4           | 6,1           |
| –                   | DSU        | –             | 0,2           |
| –                   | PBC        | –             | 0,4           |
| –                   | GRAUE      | –             | 0,6           |
| Matthias Stoll      | BüSo       | 2,3           | 1,2           |
| –                   | AUFBRUCH   | –             | 0,5           |
| –                   | DGG        | –             | 0,4           |
| –                   | Tierschutz | –             | 1,5           |

| Wahlberechtigte | 63.553 |
| Wahlbeteiligung | 61,8 % |

### Landtagswahl 1999
Amtliches Endergebnis der Landtagswahl am 19. September 1999 im Wahlkreis 20 – Freiberg 2:
(Ergebnisse in Prozent)
| Direktkandidat     | Partei          | Direktstimmen | Listenstimmen |
| ------------------ | --------------- | ------------- | ------------- |
| Erhard Steinert    | CDU             | 54,1          | 57,7          |
| Simone Raatz       | SPD             | 14,0          | 10,2          |
| Achim Grunke       | PDS             | 23,3          | 21,0          |
| Konrad Schmidt     | GRÜNE           | 2,5           | 2,4           |
| Dieter Tanneberger | FDP             | 2,6           | 1,4           |
| –                  | BüSo            | –             | 0,2           |
| –                  | DSU             | –             | 0,3           |
| –                  | GRAUE           | –             | 0,3           |
| Mike Müller        | REP             | 3,5           | 2,1           |
| –                  | FP Deutschlands | –             | 0,1           |
| –                  | Pro DM          | –             | 2,0           |
| –                  | KPD             | –             | 0,1           |
| –                  | NPD             | –             | 1,8           |
| –                  | FORUM           | –             | 0,2           |
| –                  | PBC             | –             | 0,2           |

| Wahlberechtigte | 64.637 |
| Wahlbeteiligung | 63,3 % |

### Landtagswahl 1994
Amtliches Endergebnis der Landtagswahl am 11. September 1994 im Wahlkreis 20 – Freiberg 2:
(Ergebnisse in Prozent)
| Direktkandidat       | Partei | Direktstimmen | Listenstimmen |
| -------------------- | ------ | ------------- | ------------- |
| Erhard Steinert      | CDU    | 54,2          | 63,9          |
| Gerhard Hebestreit   | SPD    | 18,8          | 14,5          |
| Jürgen Zuchan        | FDP    | 4,1           | 1,5           |
| Christoph Willenberg | GRÜNE  | 8,6           | 4,1           |
| –                    | DSU    | –             | 0,4           |
| –                    | REP    | –             | 1,2           |
| –                    | FORUM  | –             | 0,5           |
| Joachim Finster      | PDS    | 14,2          | 13,7          |
| –                    | SP     | –             | 0,3           |

| Wahlberechtigte | 63.296 |
| Wahlbeteiligung | 60,4 % |

## Bisherige Abgeordnete
Direkt gewählte Abgeordnete des heutigen Wahlkreises Mittelsachsen 2 waren:
| Jahr | Name              | Partei | Anteil der Direktstimmen |
| ---- | ----------------- | ------ | ------------------------ |
| 2019 | Rolf Weigand      | AfD    | 33,7 %                   |
| 2014 | Steve Ittershagen | CDU    | 42,2 %                   |
| 2009 | Martin Gillo      | CDU    | 43,3 %                   |
| 2004 | Martin Gillo      | CDU    | 42,7 %                   |
| 1999 | Erhard Steinert   | CDU    | 54,1 %                   |
| 1994 | Erhard Steinert   | CDU    | 54,2 %                   |

## Landtagswahlen 1990–2019
Die Ergebnisse der Landtagswahlen seit 1990 im Gebiet des heutigen Wahlkreises Mittelsachsen 2 waren (Zweit- bzw. Listenstimmen):
| Partei        | 1990 | 1994 | 1999 | 2004 | 2009 | 2014 | 2019 |
| ------------- | ---- | ---- | ---- | ---- | ---- | ---- | ---- |
| AfD           | –    | –    | –    | –    | –    | 9,6  | 32,2 |
| CDU           | 58,0 | 63,9 | 57,7 | 43,5 | 45,7 | 42,6 | 31,2 |
| PDS/Die Linke | 9,6  | 13,7 | 21,0 | 22,5 | 18,7 | 18,3 | 8,7  |
| SPD           | 16,1 | 14,5 | 10,2 | 9,3  | 9,3  | 11,3 | 6,8  |
| GRÜNE         | 5,8  | 4,1  | 2,4  | 4,1  | 4,9  | 4,8  | 6,3  |
| FDP           | 5,0  | 1,5  | 1,4  | 6,1  | 9,4  | 3,9  | 3,9  |
| NPD           | 0,8  | –    | 1,8  | 9,8  | 5,5  | 4,6  | 0,5  |
| Sonstige      | 4,7  | 2,4  | 5,4  | 4,7  | 6,5  | 4,9  | 10,3 |